# (5228) Máca
(5228) Máca  es un asteroide perteneciente al cinturón de asteroides, descubierto el 3 de noviembre de 1986 por Zdeňka Vávrová desde el Observatorio Klet.